# Radošovice, České Budějovice
Radošovice là một làng thuộc huyện České Budějovice, vùng Jihočeský, Cộng hòa Séc.